# Riacià
El Riacià és el segon període geològic de l'era del Paleoproterozoic. S'estén entre fa 2.300 milions i 2.050 milions d'anys. En lloc de basar-se en l'estratigrafia, aquestes dates estan definides cronològicament.
El nom deriva de l'ètim grec ríax ('corrent [de lava]'). Els oceans riacians estan marcats per l'augment d'elements tòxics com l'arsènic fruit dels processos geològics. Això no impedí la proliferació de bacteris i probablement les primeres algues.
El complex de Bushveld i altres excursions similars tenen el seu origen en aquest període. Es creu que les primeres cèl·lules eucariotes es van desenvolupar al mateix temps.
La glaciació huroniana arribà a la seva fi a finals del Riacià.